# 꼼
꼼(베트남어: cốm)은 베트남의 쌀 요리이다. 덜 익은 벼인 청벼에서 떨어낸 쌀을 약한 불에 덖어서 방아에 찧어 납작하게 만든다. 벼가 덜 익었기 때문에 쌀이 초록색이다. 캄보디아에서도 비슷한 초록색 납작쌀이 생산된다.

## 요리
특히 베트남 북부에서 가을에 먹는 계절 음식으로, 중추절에 제사 음식으로 쓰기도 한다. 그냥 먹기도 하고 코코넛밀크를 넣어 먹거나, 가루를 내서 녹두소를 넣은 떡인 바인 꼼을 만들어 먹기도 한다. 

## 같이 보기
- 납작쌀